# علی‌رام نورایی
علی‌رام نورایی (زادهٔ ۱۸ فروردین ۱۳۵۶ در تهران) بازیگر تئاتر، سینما، تلویزیون و راوی مسابقهٔ شهروند و مافیا و مجری مسابقهٔ مردان آهنین در ایران است.

## زندگی و فعالیت‌ها
وی از سال ۱۳۷۵ فعالیت خود را در زمینه تئاتر شروع کرد و همچنین فعالیت سینمایی خود را در سال ۱۳۸۴ با ایفای نقش در فیلم سینمایی گرگ و میش آغاز نمود. از دیگر فعالیت‌های وی می‌توان به حضور در تئاترهای مختلف، فیلم‌های کوتاه، جشنواره تئاتر دانشجویی و مجموعه‌های تلویزیونی اشاره کرد. همچنین تا کنون در سریال‌هایِ مسافری از هند،از نفس افتاده، ماتادور، آسپرین،گاندو، و فیلم‌های سینماییِ امپراطور جهنم، قلاده‌های طلا، یتیم خانه ایران و استرداد و بازی کرده‌است. نورایی در حوزه اجرا نیز فعالیت دارد و مسابقه‌های تلویزیونی چون مردان آهنین و شهروند و مافیا را اجرا کرده است.

### سایر فعالیت‌ها
نورایی، مربی ورزش پارکور است. او در زمینه ورزشهای رزمی از جمله کیک‌بوکسینگ فعالیت دارد

## فیلم‌شناسی

### سینمایی
| سال  | عنوان فیلم      | کارگردان              |
| ---- | --------------- | --------------------- |
| ۱۴۰۲ | های پاور        | هادی محمدپور          |
| ۱۳۹۹ | هرماس           | مهدی صاحبی            |
| ۱۳۹۸ | گوهرشاد         | بهرام بهرامیان        |
| ۱۳۹۵ | امپراتور جهنم   | پرویز شیخ طادی        |
| ۱۳۹۴ | جشن تولد        | عباس لاجوردی          |
| ۱۳۹۴ | بی خوابی اسب‌ها  | شهرام اسدزاده         |
| ۱۳۹۳ | یتیم‌خانه ایران  | ابوالقاسم طالبی       |
| ۱۳۹۰ | استرداد         | علی غفاری             |
| ۱۳۹۰ | هشتمین روز هفته | امیر سائلی            |
| ۱۳۹۰ | قلاده‌های طلا    | ابوالقاسم طالبی       |
| ۱۳۸۹ | گلوگاه شیطان    | حمید بهمنی            |
| ۱۳۸۷ | نفوذی           | احمد کاوری مهدی فیوضی |
| ۱۳۸۵ | گرگ و میش       | قاسم جعفری            |
| ۱۳۸۳ | بازنده          | قاسم جعفری            |

| سال  | عنوان       | سمت    | کارگردان        | توضیحات |
| ---- | ----------- | ------ | --------------- | ------- |
| ۱۳۹۹ | سریال دادزن | بازیگر | سیامک خواجه وند |         |

### تلویزیون
| سال       | عنوان مجموعه                 | کارگردان                     | توضیحات                                                  |
| --------- | ---------------------------- | ---------------------------- | -------------------------------------------------------- |
| ۱۴۰۳      | مردان آهنین                  | رضا نصیری شهرضایی            | شبکه ۳                                                   |
| ۱۴۰۲      | هفت‌ سر اژدها                 | ابوالقاسم طالبی              | شبکه ۳                                                   |
| ۱۴۰۲      | محرمانه                      | محمود معظمی                  | شبکه ۳                                                   |
| ۱۴۰۲      | بیست کووید                   | هادی حاجتمند                 | شبکه ۳                                                   |
| ۱۴۰۱      | وضعیت زرد ۲                  | مجید رستگار                  | شبکه ۲                                                   |
| ۱۴۰۱      | تمام رخ                      | محمود معظمی                  | شبکه ۳                                                   |
| ۱۳۹۹–۱۴۰۱ | ارثیه پدری                   | میلاد بنایی و مهدی نقویان    | شبکه آیو                                                 |
| ۱۳۹۹      | روزهای ابدی                  | جواد شمقدری                  | شبکه ۱                                                   |
| ۱۳۹۸–     | شهروند و مافیا               | محمد رجایی                   | مجری از فصل دوم تاکنونشبکه سلامت و نسیم بیش از ۱۰۰۰ قسمت |
| ۱۳۹۷      | گاندو                        | جواد افشار                   | شبکه ۳۳۰ قسمت                                            |
| ۱۳۹۶      | از یادها رفته                | بهرام بهرامیان               | شبکه ۱ ۲۵ قسمت                                           |
| ۱۳۹۶      | سارق روح                     | احمد معظمی                   | شبکه ۵۲۰ قسمت                                            |
| ۱۳۹۶      | محکومین                      | سید جمال سید حاتمیحسین قناعت | شبکه ۱۳۰ قسمت                                            |
| ۹۵–۱۳۹۴   | آسپرین                       | فرهاد نجفی                   | شبکه نمایش خانگی                                         |
| ۱۳۹۳      | بزم آخر                      | سجاد شهریاری                 | شبکه ۲پخش نوروز ۹۴                                       |
| ۱۳۹۳      | جاده چالوس                   | احمد معظمی                   | شبکه ۵                                                   |
| ۱۳۹۲      | ماتادور                      | فرهاد نجفی                   | شبکه ۱                                                   |
| ۱۳۹۲      | هوش سیاه                     | مسعود آب پرور                | شبکه ۳                                                   |
| ۱۳۹۱      | سریال اینترنتی نفوذ          | آرش تیمورنژاد                | اولین سریال اینترنتی                                     |
| ۱۳۸۹      | یک روز قبل                   | صادق کرمیار                  | شبکه ۱                                                   |
| ۱۳۸۹      | قفسی برای پرواز              | یوسف سیدمهدوی                | شبکه ۱                                                   |
| ۱۳۸۹      | عملیات ۱۲۵ ۱                 | بهروز افخمی                  | شبکه ۵                                                   |
| ۱۳۸۸      | مردان تاریخ ساز              | محمود معظمی                  | شبکه سحر                                                 |
| ۱۳۸۷      | شاید برای شما هم اتفاق بیفتد | محمود معظمی                  | شبکه ۵                                                   |
| ۱۳۸۶      | شب مهتاب                     | شهرام باباپور                | شبکه ۲                                                   |
| ۱۳۸۵      | ازنفس‌افتاده                  | قاسم جعفری                   | شبکه ۳                                                   |
| ۱۳۸۵      | جابر بن حیان                 | جواد افشار                   | شبکه الکوثر و ۳                                          |
| ۱۳۸۵      | پول کثیف                     | جواد افشار                   | شبکه ۵                                                   |
| ۱۳۸۳      | کمکم کن                      | قاسم جعفری                   | شبکه ۲پخش در رمضان                                       |
| ۱۳۸۲      | مسافری از هند                | قاسم جعفری                   | شبکه ۳                                                   |
| ۱۳۸۱      | آخرین آواز ققنوس             | مسعود تکاور                  | شبکه ۳                                                   |
| ۱۳۸۰      | شب آفتابی                    | قاسم جعفری                   | شبکه ۳                                                   |

### تله فیلم
| سال | عنوان فیلم                          | سمت    | کارگردان               | توضیحات |
| --- | ----------------------------------- | ------ | ---------------------- | ------- |
|     | فیلم نیمه بلند «فیلم نیمه بلند پله» | بازیگر | آهنگر                  |         |
|     | تله‌فیلم «ساعت به وقت صفر»           | بازیگر | احمد معظمی             |         |
|     | تله‌فیلم نامه                        | بازیگر | حسین حکمت جو           |         |
|     | تله‌فیلم کارد و پنیر                 | بازیگر | محمود معظمی            |         |
|     | تله‌فیلم یکی از میان ما              | بازیگر | حمید بهمنی             |         |
|     | تله‌فیلم خط باریک                    | بازیگر | شفیع آقا محمدیان       |         |
|     | تله‌فیلم گروگان                      | بازیگر | محمدرضا آهنج           |         |
|     | تله‌فیلم راهی عاشق                   | بازیگر | اکبر منصور فلاح        |         |
|     | تله‌فیلم خواب برفی                   | بازیگر | محمدرضا کرمیار         |         |
|     | تله‌فیلم حضور                        | بازیگر | مسعود تکاور            |         |
|     | تله‌فیلم بی پایان                    | بازیگر | کاوه سجادی حسینی       |         |
|     | تله‌فیلم شب مهتابی                   | بازیگر |                        |         |
|     | خواهران غم                          | بازیگر | رضاعزیزی (سیمای همدان) |         |
|     | تله‌فیلم رفقای خوب                   | بازیگر | آرش معیریان            |         |
|     | راهی به ملکوت                       | بازیگر | کریم سربخش             |         |

## جوایز و نامزدی‌ها
| نام اثر        | جایزه                                                             | نتیجه | سال  |
| -------------- | ----------------------------------------------------------------- | ----- | ---- |
| یتیم‌خانه ایران | برنده سیمرغ بلورین بهترین بازیگر از چهاردهمین جشنواره فیلم مقاومت | برنده | ۱۳۹۵ |